# 芥川清五郎
芥川 清五郎（あくたがわ せいごうろう、1855年 - 1927年(昭和2年)）は、聖公会の司祭。生涯をアイヌ伝道に捧げた人物。

## 略歴
1855年、陸奥国（福島県）に生まれた。仕事で新潟にいた時に、P・K・ファイソン宣教師を通して、キリスト教に入信した。
1882年、北海道に渡り、幌別村の愛隣学校の教師になった。1892年、学校が閉鎖されると、伝道者になった。最初に、有珠で5年間奉仕した。そこで、バチェラー著のアイヌ語読本を学ばせ、アイヌ語の聖書を教えた。その後、アイヌ伝道の拠点の平取聖公会に転任した。最後に、白老聖公会に赴任した。
1925年、日本聖公会北海道地方部宣教50年記念感謝大礼拝で、バチェラーと共に、アイヌ伝道の功績により、金の十字架と聖書を拝受した。
1927年、脳溢血で死去した。